# Sejmik Województwa Lubelskiego
Sejmik Województwa Lubelskiego – organ stanowiący i kontrolny samorządu województwa lubelskiego. Istnieje od 1998 roku. Obecna, VII kadencja Sejmiku, trwa w latach 2024–2029.
Sejmik Województwa Lubelskiego składa się z 33 radnych, wybieranych w województwie lubelskim w wyborach bezpośrednich na kadencje trwające 5 lat (w latach 1998–2018 kadencja trwała 4 lata).
Siedzibą sejmiku województwa jest Lublin.
Przewodniczącym Sejmiku Województwa Lubelskiego jest Mieczysław Ryba, a marszałkiem województwa lubelskiego Jarosław Stawiarski.

## Wybory do Sejmiku
Radni do Sejmiku Województwa Lubelskiego są wybierani w wyborach co 5 lat (do 2018 co 4) w pięciu okręgach wyborczych, które nie mają swoich oficjalnych nazw. Zasady i tryb przeprowadzenia wyborów określa odrębna ustawa. Skrócenie kadencji sejmiku może nastąpić w drodze referendum wojewódzkiego.
| Okręg | Liczba radnych | Miasta na prawach powiatu | Powiaty                                                              |
| ----- | -------------- | ------------------------- | -------------------------------------------------------------------- |
| 1     | 5              | Lublin                    | brak                                                                 |
| 2     | 10             | brak                      | janowski, kraśnicki, lubartowski, lubelski, opolski, puławski, rycki |
| 3     | 6              | Biała Podlaska            | bialski, łukowski, parczewski, radzyński                             |
| 4     | 6              | Chełm                     | chełmski, krasnostawski, łęczyński, świdnicki, włodawski             |
| 5     | 6              | Zamość                    | biłgorajski, hrubieszowski, tomaszowski, zamojski                    |

## Organizacja Sejmiku
Sejmik tworzy 33 radnych, wybierających spośród siebie przewodniczącego i 3 wiceprzewodniczących. Radni pracują w następujących tematycznych komisjach:
Komisja Budżetowa
Komisja Edukacji, Kultury i Sportu
Komisja Infrastruktury, Inwestycji i Gospodarki
Komisja Ochrony Zdrowia i Rodziny
Komisja Polityki Społecznej
Komisja Rewizyjna
Komisja Rozwoju Regionalnego i Współpracy Zagranicznej
Komisja Rozwoju Wsi i Ochrony Środowiska
Komisja Samorządowa i Bezpieczeństwa Publicznego

## Radni Sejmiku (stany na koniec kadencji)

### I kadencja (1998–2002)
SLD: 16 
     PS: 12 
     UW: 2 
     AWS: 20 
Prezydium
- Przewodniczący: Marek Tęcza
  - Wiceprzewodniczący: Henryk Makarewicz
  - Wiceprzewodniczący: Ryszarda Mardoń
  - Wiceprzewodniczący: Elżbieta Wójtowicz

Lista radnych
Wybrani z list Akcji Wyborczej Solidarność:
- Ryszard Bender (Ruch Katolicko-Narodowy), Tadeusz Brzozowski, Ignacy Czeżyk (Prawo i Sprawiedliwość), Henryk Dudziak (Polskie Stronnictwo Ludowe), Edward Flis (Ruch Społeczny), Sławomir Janicki (RS), Wiesław Jezierski, Krzysztof Kamiński (Platforma Obywatelska), Stefan Karasiński (PO), Stanisław Majdański (RS), Anna Makarewicz, Jerzy Masłowski (Zjednoczenie Chrześcijańsko-Narodowe), Andrzej Mulawa (PO), Tomasz Pękalski (PO), Tomasz Różniak (RS), Roman Wierzbicki, Norbert Wojciechowski (Stronnictwo Konserwatywno-Ludowe – Ruch Nowej Polski), Janusz Woźnica, Dariusz Wójcik (Konfederacja Polski Niepodległej), Włodzimierz Wysocki (PO)

Wybrani z list Sojuszu Lewicy Demokratycznej:
- Krzysztof Budzik, Wacław Cichosz, Kazimierz Filipek, Kazimiera Goławska, Anna Jabłońska-Chmielewska, Krzysztof Janusz Kawalec, Zbigniew Kaznowski, Roman Albert Kornacki, Czesław Marciocha, Ryszarda Mardoń, Barbara Sikora, Zdzisław Szymczyk, Marek Tęcza, Zbigniew Typek, Piotr Włoch, Mirosław Złomaniec

Wybrani z list Przymierza Społecznego (wszyscy Polskie Stronnictwo Ludowe):
- Kazimierz Józef Dzido, Adam Grzesiuk, Edward Hunek, Marian Jaworski, Jan Kowalik, Tadeusz Łubianka, Henryk Makarewicz, Janusz Malinowski, Tadeusz Sławecki, Stanisław Stefanek, Janusz Szpak, Elżbieta Wójtowicz

Wybrani z list Unii Wolności:
- Stanisław Wojciech Lorenc, Jacek Skrzyński (Platforma Obywatelska)

### II kadencja (2002–2006)
SLD-UP: 9 
     Samoobrona: 8 
     PSL: 7 
     POPiS: 2 
     LPR: 7 
Prezydium
- Przewodniczący: Mirosław Grzęda
  - Wiceprzewodniczący: Ignacy Czeżyk
  - Wiceprzewodniczący: Jan Kowalik
  - Wiceprzewodniczący: Anna Lipnicka

Kluby radnych
- Sojusz Lewicy Demokratycznej – 8 radnych:
  - Wiesław Marek Brodowski, Anna Czechowska, Anna Lipnicka, Witosław Szczasny, Władysław Świętochowski, Zbigniew Typek, Piotr Włoch, Mirosław Złomaniec
- Liga Polskich Rodzin – 7 radnych:
  - Stanisław Gogacz (Ruch Odbudowy Polski), Mirosław Grzęda, Stanisław Kuć, Antonina Łobejko, Jan Masłowski, Dominik Sendecki, Piotr Wierzejski
- Polskie Stronnictwo Ludowe – 6 radnych:
  - Henryk Dudziak, Jan Kowalczyk, Jan Kowalik, Teresa Królikowska, Sławomir Sosnowski, Edward Wojtas
- Porozumienie Lubelskie – 6 radnych:
  - Samoobrona Rzeczpospolitej Polskiej – Jacek Kopeć, Stanisław Misztal, Bogusław Warchulski
  - Krajowa Partia Emerytów i Rencistów – Stanisław Duszak
  - Ruch Patriotyczny – Konrad Rękas
  - Agnieszka Kowal
- Niezrzeszeni – 6 radnych:
  - PSL – Waldemar Jakubaszek, Henryk Makarewicz
  - Ignacy Czeżyk (Prawo i Sprawiedliwość)
  - Krzysztof Kamiński (Platforma Obywatelska)
  - Mirosław Panasiuk (niezależny, poprzednio Samoobrona Rzeczpospolitej Polskiej)
  - Dariusz Sadowski (Socjaldemokracja Polska)

### III kadencja (2006–2010)
LiD: 3 
     Samoobrona: 4 
     PSL: 8 
     PO: 6 
     PiS: 11 
     LPR: 1 
Prezydium
- Przewodniczący: Jacek Czerniak
  - Wiceprzewodniczący: Lucyna Kozaczuk
  - Wiceprzewodniczący: Marek Michalik
  - Wiceprzewodniczący: Mateusz Orzechowski

Kluby radnych
- Prawo i Sprawiedliwość – 10 radnych:
  - Ewa Dumkiewicz-Sprawka, Jan Frania, Krzysztof Głuchowski, Teresa Kot, Mieczysław Nizio, Ewa Panasiuk, Andrzej Pruszkowski, Krzysztof Rusztyn, Tomasz Solis, Jerzy Szwaj
- Polskie Stronnictwo Ludowe – 9 radnych:
  - Arkadiusz Bratkowski, Henryk Dudziak, Marian Jaworski, Grzegorz Kapusta, Jan Kowalik, Marek Michalik, Andrzej Romańczuk, Sławomir Sosnowski, Ireneusz Stolarczyk
- Platforma Obywatelska – 7 radnych:
  - Wiesław Marek Brodowski, Marek Flasiński, Jacek Kopeć, Andrzej Mulawa, Mateusz Orzechowski, Jacek Sobczak, Marzena Świnarska
- Niezrzeszeni – 7 radnych:
  - Sojusz Lewicy Demokratycznej – Wiesław Cichosz, Jacek Czerniak, Barbara Sikora
  - PiS – Józef Krzyszczak, Antonina Łobejko
  - Lucyna Kozaczuk (PSL)
  - Stanisław Misztal (niezależny, poprzednio Samoobrona Rzeczpospolitej Polskiej)

### IV kadencja (2010–2014)
SLD: 4 
     PSL: 9 
     PO: 9 
     PiS: 11 
Prezydium
- Przewodniczący: Tomasz Zając
  - Wiceprzewodniczący: Krzysztof Babisz
  - Wiceprzewodniczący: Kazimierz Mazurek
  - Wiceprzewodniczący: Tomasz Solis

Kluby radnych
- Prawo i Sprawiedliwość – 11 radnych:
  - Artur Banach, Ewa Dumkiewicz-Sprawka, Jan Frania, Krzysztof Głuchowski, Andrzej Olborski, Ewa Panasiuk, Andrzej Pruszkowski, Artur Soboń, Tomasz Solis, Jerzy Szwaj, Marek Wojciechowski
- Platforma Obywatelska – 9 radnych:
  - Krzysztof Babisz, Krzysztof Bojarski, Bogusław Broniewicz, Krzysztof Grabczuk, Bożena Lisowska, Jacek Sobczak, Beata Trzcińska-Staszczyk, Adam Wasilewski, Zofia Woźnica
- Polskie Stronnictwo Ludowe – 8 radnych:
  - Henryk Dudziak, Marian Jaworski, Grzegorz Kapusta, Jan Kowalik, Andrzej Romańczuk, Piotr Rzetelski, Sławomir Sosnowski, Tomasz Zając
- Sojusz Lewicy Demokratycznej – 3 radnych:
  - Riad Haidar, Irena Kurzępa, Kazimierz Mazurek
- Niezrzeszeni – 1 radny:
  - Grzegorz Kurczuk (Twój Ruch)

### V kadencja (2014–2018)
SLD Lewica Razem: 1 
     PO: 7 
     PSL: 12 
     PiS: 13 
Prezydium
- Przewodniczący: Przemysław Litwiniuk
  - Wiceprzewodniczący: Riad Haidar
  - Wiceprzewodniczący: Zofia Woźnica

Kluby radnych
- Prawo i Sprawiedliwość – 13 radnych:
  - Jan Frania, Maria Gmyz, Michał Mulawa, Grzegorz Muszyński, Andrzej Olborski, Ewa Panasiuk, Zdzisław Podkański (Stronnictwo „Piast”), Andrzej Pruszkowski, Tomasz Solis, Czesław Sudewicz, Jerzy Szwaj, Piotr Winiarski, Marek Wojciechowski
- Polskie Stronnictwo Ludowe – 11 radnych:
  - Arkadiusz Bratkowski, Henryk Dudziak, Ewa Jaszczuk, Grzegorz Kapusta, Marek Kopeć, Marek Kos, Jan Kowalik, Przemysław Litwiniuk, Adam Rychliczek, Piotr Rzetelski, Sławomir Sosnowski
- Platforma Obywatelska – 7 radnych:
  - Krzysztof Bojarski, Krzysztof Grabczuk, Teresa Gutowska, Bożena Lisowska, Celina Stasiak, Adam Wasilewski, Zofia Woźnica
- Niezrzeszeni – 2 radnych:
  - Riad Haidar (Sojusz Lewicy Demokratycznej)
  - Stanisław Misztal (Porozumienie)

### VI kadencja (2018–2024)
SLD Lewica Razem: 1 
     KO: 7 
     PSL: 7 
     PiS: 18 
Prezydium
- Przewodniczący: Jerzy Szwaj
  - Wiceprzewodniczący: Mieczysław Ryba
  - Wiceprzewodniczący: Marek Wojciechowski

Kluby radnych
- Prawo i Sprawiedliwość – 16 radnych:
  - Barbara Barszczewska, Robert Bondyra, Krzysztof Gałaszkiewicz, Agnieszka Kaczyńska, Ryszard Majkowski, Michał Mulawa, Michał Piotrowicz, Mieczysław Ryba, Konrad Sawicki, Tomasz Solis, Ryszard Szczygieł, Jerzy Szwaj, Zdzisław Szwed, Marek Wojciechowski, Zbigniew Wojciechowski, Grzegorz Wróbel
- Koalicja Obywatelska – 6 radnych (wszyscy Platforma Obywatelska):
  - Krzysztof Babisz, Dariusz Białowąs, Krzysztof Gałan, Bożena Lisowska, Adam Wasilewski, Zofia Woźnica
- Polskie Stronnictwo Ludowe – 6 radnych:
  - Arkadiusz Bratkowski, Grzegorz Kapusta, Marek Kopeć, Marek Kos, Piotr Rzetelski, Sławomir Sosnowski
- Niezrzeszeni – 3 radnych:
  - Ewa Bieniek (Nowa Lewica)
  - Ewa Jaszczuk (Platforma Obywatelska)
  - Jacek Szczot (niezależny, z listy PiS)

### VII kadencja (2024–2029)
KO: 6 
     TD: 5 
     PiS: 21 
     KiBS: 1 
Prezydium
- Przewodniczący: Mieczysław Ryba
  - Wiceprzewodniczący: Krzysztof Gałaszkiewicz
  - Wiceprzewodniczący: Kamila Grzywaczewska
  - Wiceprzewodniczący: Jerzy Szwaj

Kluby radnych
- Prawo i Sprawiedliwość – 21 radnych:
  - Barbara Barszczewska, Renata Bielecka, Janusz Bodziacki, Piotr Breś, Radosław Brzózka, Krzysztof Gałaszkiewicz, Kamila Grzywaczewska, Marek Jóźwik, Anna Kusiak, Jarosław Kwasek, Michał Mulawa, Mieczysław Ryba, Lech Sprawka, Jarosław Stawiarski, Ryszard Szczygieł, Marcin Szewczak, Jerzy Szwaj, Zdzisław Szwed, Marek Wojciechowski, Zbigniew Wojciechowski, Grzegorz Wróbel
- Koalicja Obywatelska – 6 radnych:
  - Platforma Obywatelska – Dariusz Grabczuk, Wojciech Sosnowski, Andrzej Ścibior, Zofia Woźnica
  - Grzegorz Kurczuk, Iwona Nabożna
- Trzecia Droga Polska 2050 – Polskie Stronnictwo Ludowe – 5 radnych:
  - PSL – Arkadiusz Bratkowski, Marek Kos, Andrzej Romańczuk, Sławomir Sosnowski
  - Polska 2050 – Paweł Kurek
- Niezrzeszeni – 1 radny:
  - Krzysztof Frejowski (Nowa Nadzieja)

## Oficjalne wyniki wyborów do Sejmiku

### 1998[19]
|  | Komitet wyborczy             | Mandaty |
|  | ---------------------------- | ------- |
|  | Akcja Wyborcza Solidarność   | 20      |
|  | Sojusz Lewicy Demokratycznej | 16      |
|  | Przymierze Społeczne         | 12      |
|  | Unia Wolności                | 2       |
|  | Razem                        | 50      |

### 2002[20]
|  | Komitet wyborczy                               | Mandaty |
|  | ---------------------------------------------- | ------- |
|  | Sojusz Lewicy Demokratycznej – Unia Pracy      | 9       |
|  | Samoobrona Rzeczpospolitej Polskiej            | 8       |
|  | Polskie Stronnictwo Ludowe                     | 7       |
|  | Liga Polskich Rodzin                           | 7       |
|  | Platforma Obywatelska – Prawo i Sprawiedliwość | 2       |
|  | Razem                                          | 33      |

### 2006[21]
|  | Komitet wyborczy                    | Mandaty |
|  | ----------------------------------- | ------- |
|  | Prawo i Sprawiedliwość              | 11      |
|  | Platforma Obywatelska               | 6       |
|  | Polskie Stronnictwo Ludowe          | 8       |
|  | Samoobrona Rzeczpospolitej Polskiej | 4       |
|  | Lewica i Demokraci                  | 3       |
|  | Liga Polskich Rodzin                | 1       |
|  | Razem                               | 33      |

### 2010[22]
|  | Komitet wyborczy             | Mandaty |
|  | ---------------------------- | ------- |
|  | Prawo i Sprawiedliwość       | 11      |
|  | Polskie Stronnictwo Ludowe   | 9       |
|  | Platforma Obywatelska        | 9       |
|  | Sojusz Lewicy Demokratycznej | 4       |
|  | Razem                        | 33      |

### 2014[23]
|  | Komitet wyborczy           | Mandaty |
|  | -------------------------- | ------- |
|  | Prawo i Sprawiedliwość     | 13      |
|  | Polskie Stronnictwo Ludowe | 12      |
|  | Platforma Obywatelska      | 7       |
|  | SLD Lewica Razem           | 1       |
|  | Razem                      | 33      |

### 2018[24]
|  | Komitet wyborczy           | Mandaty |
|  | -------------------------- | ------- |
|  | Prawo i Sprawiedliwość     | 18      |
|  | Polskie Stronnictwo Ludowe | 7       |
|  | Koalicja Obywatelska       | 7       |
|  | SLD Lewica Razem           | 1       |
|  | Razem                      | 33      |

### 2024[25]
|  | Komitet wyborczy                        | Mandaty |
|  | --------------------------------------- | ------- |
|  | Prawo i Sprawiedliwość                  | 21      |
|  | Koalicja Obywatelska                    | 6       |
|  | Trzecia Droga                           | 5       |
|  | Konfederacja i Bezpartyjni Samorządowcy | 1       |
|  | Razem                                   | 33      |